# محمدعلی مهدوی
محمدعلی مهدوی متولد ۱۳۰۱ شمسی در مشهد و فرزند احمد مهدوی و نوه رئیسالتجار خراسانی است. وی از زمین داران و سرمایه داران بزرگ قبل از انقلاب می‌باشد که در شیروان و منطقه جوین خراسان صاحب کارخانه قند و صدها چاه عمیق آبیاری کشاورزی بود. وی از بنیانگذاران شرکت کشت و صنعت جوین می‌باشد. در سال ۱۳۵۴ به عنوان سناتور انتصابی یعنی مبعوث از طرف شاه از خراسان به مجلس سنا راه یافت.  بعد انقلاب وی جزو ۵۱ سرمایه دار بزرگی بود که  اموالش در سال ۵۸ مصادره گردید.

## منبع
- مهدوی، محمدعلی-مشاهیر- سایت راسخون
- قانون حفاظت و توسعه صنایع ایران- مرکز پژوهشهای مجلس